# Fil de chaîne

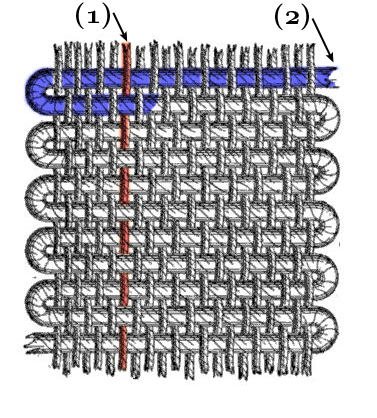
Dessin d'un fil de chaîne d'un métier à tisser (en rouge)

Le fil de chaîne est un des nombreux fils tendus entre les ensouples d'un métier à tisser. Il est tendu horizontalement dans un métier de basse-lisse, verticalement dans un métier de haute-lisse. Leur ensemble nommé chaîne sert de support à la trame.

## En tapisserie
Les fils de chaîne d'une tapisserie, anciennement en lin ou en laine, sont aujourd'hui habituellement en coton car ce sont eux qui soutiennent le tissu formé dans sa longueur. Dans la largeur, ce sont les fils de trame qui sont noués à la trame qui soutiennent l’autre sens. 
Les fils de chaîne sont habituellement invisibles sur le devant d'une tapisserie finie et suspendue, la trame en laine formant seule les motifs à l’avant car elle est soit faite de fils plus épais, soit constituée de fils noués à la trame pour former une boucle à l'avant de la tapisserie, les boucles étant ensuite coupées à leur tête et égalisées en longueur : dans les deux, les fils de trame se détendent à l’avant pour occuper toute la surface, tout en cachant les fils de chaîne resté derrière ainsi que les nœuds des fils de trame tendus entre les fils de trame.

## Dans les tissus courants
La plupart des tissus laissent apparaître sur les deux faces à la fois les fils de chaine et de trame, qui deviennent indiscernables une fois le tissu coupé.
Ce sera le cas si les fils de trames et de chaîne sont de même nature et disposés avec la même tension et le même écartement, ce qui permet même la composition de motifs utilisant à la fois la trame et la chaîne.
Par exemple un tissu à motif pied-de-poule est constitué d'une trame en bandes alternées bicolores, et d'une chaîne elle aussi en bandes alternées dans les mêmes couleurs, les motifs apparaissant alors sur les deux faces en négatif l’un de l'autre.

## Dans le tissage des cannages
La technique de tissage faisant apparaître à la fois la chaîne et la trame est également utilisée notamment le tissage des cannages, par exemple celui des chaises, où le cannage est d'abord tendu verticalement entre les montants avant et arrière, avant de tisser la trame qui sera autant visible que la chaîne sur le cannage fini. De plus des bandes alternées de chaîne peuvent aussi être utilisées avec les bandes bicolores de trame pour former des motifs à base carrée comme le pied-de-poule.

## Techniques de tissage à trames multiples non orthogonales
D'autres techniques de tissage utilisent des fils de trames non nécessairement orthogonaux à la chaîne principale, dans deux directions (voire aussi trois si une des directions est orthogonale à la chaîne, mais ces fils de trames posent moins de difficultés techniques car on peut les tisser avec une navette unique passée entre les fils de chaîne et les fils de trame non orthogonaux), afin de former des motifs hexagonaux (ou octogonaux) et souvent ajourés.
Ces techniques sont encore très souvent artisanales car elles sont complexes à mettre en œuvre dans un métier à tisser automatisé, qui doit alors non seulement maintenir tendue la chaîne, mais aussi les fils de trames non orthogonaux déroulés sur de nombreuses cannettes qui doivent alors être permutées d’une façon complexe (devant ou derrière les cannettes de la chaîne principale). Cela limite alors fortement le volume des cannettes, donc leur longueur de fil et la possibilité de tisser de grandes longueurs de chaîne, mais aussi de tisser de grandes largeurs à cause de la densité des cannettes en tête de chaîne : on les trouve principalement pour le tissage des cannages ajourés sur de petites surfaces (par exemple les cannages de chaises) qui ne nécessitant pas de trop nombreuses cannettes sur le métier.